# 太政官奏
太政官奏（だいじょうかんそう）とは、律令制において太政官から天皇に奏上を行うこと、あるいはその文書を指す。単に官奏（かんそう）とも呼ばれるが、後には諸国から出された地方行政に関する要請を太政官から天皇に奏上することを「官奏」と称するようになった。

## 「太政官奏」
『養老律令』公式令によれば、論奏・奏事・便奏の3種類が存在した。
論奏（ろんそう）とは、国家祭祀、国郡や官司の設置・廃止、流罪や除名以上の処分の執行、兵馬100疋以上の差発など、太政官において大臣以下によって発議あるいは審議される重要事項に関する奏上（ただし、太政官自身の機構そのものに関する奏上は出来ないとされる）で、書式上においては、「太政官謹奏（かしこもうす） 其事」と書き出し、続いて太政大臣以下の各大臣・大納言ら各議政官が連署してその次に奏文を書くという太政官議政官の総意による奏上の形式を採り、裁可された場合には、年月日の次に「聞」あるいは「可」という御画を加えた（簡略化されて単に勅答をもって裁可とする例もある）。
奏事（そうじ）とは、各官司や諸国で決定されて解として太政官に挙げられた事項を奏上することである。太政官は解の内容に意見を付す場合もあるが、基本的には「太政官謹奏」の後に解の記述がそのまま奏文として記載され、最後に議政官の署名で締められる。そのため、解がほぼそのまま天皇に奏上されることとなる。
便奏（びんそう）とは、宮中における雑事など日常の細かな事項に関して、少納言から天皇に奏上することである。書式も簡略で「太政官奏」と書き出し、書止が「謹奏」で終わる。
論奏・奏事の奏官は大納言が務める事が通例であり、奏文の書止が「謹以申聞 謹奏」にて終わることになっていた。奏事・便奏が裁可された場合には、奏上を行った奏官が「奉勅依奏（勅をうけたまわるに奏に依れ）」と書き加えて御画の代わりとする。なお、便奏が裁可されない場合には奏官である少納言が「勅処分」と記した。
裁可されたものは、通常は太政官奏としてそのまま施行された（『類聚三代格』）が、新たに弁官によって太政官符が作成されてそこに太政官奏本文を添付して施行する場合もあった。

## 平安時代の「官奏」
平安時代前期、摂関政治が導入された9世紀後半頃から、諸国からの上申文書を太政官が奏上する行為を単に「官奏」と呼ぶようになった。その由来については本来の形式である奏事（太政官奏）を簡略化して成立したとする説と公式令に拠らない略式の奏上が公式化したものとする見方がある。
清涼殿もしくは紫宸殿に出御した天皇に対して太政官の職事公卿が奏文を奏上して天皇の勅裁を受けた。古くは中納言以上の公卿であれば官奏を行い得たが、醍醐天皇以後には宣旨によって指名された大納言以上の特定の公卿が「官奏候侍者」とも称される職事公卿として専らこれを行うようになり、大臣と言えども天皇の宣旨を受けない限りは官奏を行い得なかった。
官政あるいは陣定に際して官奏が行われた。まず、陣座において奏文を職事公卿が確認した後に史にこれを持たせて参内させ、続いて職事公卿も参内する。宮中の射場で改めて史から奏文を受け取った後に天皇の御前で文杖に挟んだ奏文を奉る。天皇は全ての奏文を確認した後に一旦職事公卿に返却する。職事公卿は改めて1通ずつ読み上げ、天皇はその1つ1つに裁可を与えるか否か、あるいは先例を勘申させるかを勅裁した。終了後、職事公卿は射場で史に参内時とは逆に奏文を預けて陣座に戻り、改めて史から受け取った奏文を確認の後に、勅裁の結果を告げながら1通ずつ史に下す。史は奏文を受理して退出後に勅裁の結果を書いたものを蔵人に付して奏し、また職事公卿や大弁に進めた。なお、摂政が置かれている際には、摂政が天皇に代わって直廬または里第において奏文を見、関白が置かれている際には、天皇への奏上の前に関白の内覧を経た。
官奏の内容は、不堪佃田や不動倉開用など、地方行政において中央の判断を仰ぐ必要のある重要な申請を中心に数通から十通が勅裁にかけられた。だが、次第に儀礼的なものとなり、重要性が低下していった。それでも、除目と並んで天皇の大権行為の象徴として扱われ、かつてのような諸国よりの重要な申請に関する官奏も稀に行われた。長和4年（1015年）に三条天皇の眼病悪化に伴う藤原道長の准摂政就任のきっかけは、天皇の眼病による官奏の中断による地方行政の停滞に国司達が動揺したのがきっかけであったとされている（『小右記』）。
平安貴族にとって有職故実や作法に則って儀式や公事を滞りなく勤めることは重要視され、特に天皇の御前で行われる即位式や官奏・節会などの儀式における参仕者の振舞いは注目された。特に内奏の職事公卿や節会の内弁の行動の成否はその後の本人の政治的立場にも影響を与え、それは他の貴族にとっても他人事ではなかった。そのため、官奏が行われる時には官奏に関わらない大臣以下の公卿・官人なども儀式の妨げにならない物陰から、その様子を「見物」して後日の参考とすることも珍しくは無かった。。